# Federação da Albânia de Ciclismo
A Federação da Albânia de Ciclismo (FSHÇ) é o principal órgão para a competição de ciclismo na Albânia. FSHÇ é membro da Union Cycliste Internationale (UCI) e Union Européenne de Cyclisme (UET). 
Fundada em 1925, é a 3ª mais antiga federação de ciclismo na Europa.